# Gymnastiek op de Olympische Zomerspelen 2012 – paard voltige mannen
De paard voltige voor de mannen op de Olympische Zomerspelen 2012 in Londen vond plaats op 28 juli (kwalificatie) en op 5 augustus (finale). De Hongaar Krisztián Berki won het onderdeel voor de Brit Louis Smith die het zilver pakte en Max Whitlock, eveneens Brit, die het brons won.

## Format
Alle deelnemende turners moesten een kwalificatie-oefening turnen. De beste acht deelnemers gingen door naar de finale. Er  mochten maximaal twee deelnemers per land in de finale komen. Alleen de scores die in de finale gehaald werden, telden voor de einduitslag.

## Uitslag

### Finale
- D-score: de moeilijkheidsgraad van de oefening
- E-score: de uitvoeringsscore van de oefening
- Straf: straffen die zijn gegeven door de jury
- Totaal: D-score + E-score - straf geeft de totaalscore

| Rang   | Naam                | Land | D-score | E-score | Straf | Totaal  |
| ------ | ------------------- | ---- | ------- | ------- | ----- | ------- |
| Goud   | Krisztián Berki     | HUN  | 6.900   | 9.166   |       | 16.0661 |
| Zilver | Louis Smith         | GBR  | 7.000   | 9.066   |       | 16.0661 |
| Brons  | Max Whitlock        | GBR  | 6.600   | 9.000   |       | 15.600  |
| 4      | Alberto Busnari     | ITA  | 6.600   | 8.800   |       | 15.400  |
| 5      | Cyril Tommasone     | FRA  | 6.500   | 8.641   |       | 15.141  |
| 6      | Vitalii Nakonechnyi | UKR  | 6.300   | 8.466   |       | 14.766  |
| 7      | David Beljavskij    | RUS  | 6.300   | 8.433   |       | 14.733  |
| 8      | Vid Hidvégi         | HUN  | 6.399   | 8.000   |       | 14.300  |

1 Bij een gelijke score wint degene met de hoogste E-score.